# Phoebus Apollo Aviation
Phoebus Apollo Aviation — південноафриканська авіакомпанія зі штаб-квартирою в Джермістоні (ПАР), що здійснює чартерні пасажирські та вантажні перевезення по аеропортах країни і за її межами.
Портом приписки авіакомпанії є Аеропорт Ренд, її транзитним вузлом (хабом) — Міжнародний аеропорт імені О. Р. Тамбо в Йоганнесбурзі.

## Флот
Станом на 18 грудня 2008 року повітряний флот авіакомпанії Phoebus Apollo Aviation становили такі літаки:
- 2 McDonnell Douglas DC-9-32
- 1 McDonnell Douglas DC-9-34F

### Виведені з експлуатації
- 1 Douglas DC-4 Skymaster
- 1 ATL-98 Carvair
- 1 Douglas DC-3 Skytrain